# De Magnete
De Magnete, Magneticisque Corporibus, et de Magno Magnete Tellure (Sobre els imants, els cossos magnètics i el gran imant terrestre) és un treball científic publicat el 1600 pel metge i científic anglès William Gilbert.
En aquest treball Gilbert descriu diverses de les seves experiències amb el seu model de la Terra anomenat terrella. A partir dels experiments va arribar a la conclusió que la Terra era magnètica i que aquest era el motiu pel qual les brúixoles apuntaven al nord. (En aquell moment hom pensava que l'estrela polar o una gran illa magnètica al pol Nord atreia l'agulla de la brúixola). Al seu llibre també va estudiar l'electricitat estàtica produïda per l'ambre. L'ambre s'anomena elektron en grec i electrum en llatí, per això Gilbert va decidir referir-se al fenomen amb l'adjectiu electricus i el nom electricitas que donarien pas als termes moderns 'elèctric' i 'electricitat'.
De Magnete va tenir gran influència no tan sols per l'interès inherent al tema que tractava sinó també pel rigor amb el que Gilbert va descriure els seus experiments i les seves objeccions a les antigues teories sobre el magnetisme. Tanmateix Gilbert va reconèixer el seu deute amb els treballs de Petrus Peregrinus i va incorporar els experiments d'aquest científic del segle xiii al seu tractat. Malgrat que el seu pensament va ser influenciat fortament pel misticisme de la seva època, Gilbert fou un dels pioners de la física experimental, no hem d'oblidar que llavors fer experiments que poguessin atemptar contra la doctrina de l'església catòlica era molt perillós (el mateix any que es va publicar De Magnete, Giordano Bruno va ser cremat a Roma per la inquisició).

## Resum
De Magnete és format per sis volums.
1. Recerca històrica del magnetisme i teoria del magnetisme de la Terra.
2. Distinció entre electricitat i magnetisme. Argument contra el moviment perpetu.
3. Experiments amb la terrella.
4. Declinació (la variació del nord magnètic amb la posició).
5. Inclinació magnètica i disseny d'un clinòmetre magnètic.
6. Teoria magnètica del moviment estel·lar i terrestre. Precessió de l'equinocci.

## Edicions
- De Magnete, Peter Short, Londres, 1600 (original en llatí)
- De Magnete, Stettin (Prússia) avui Szczecin (Polònia), 1628 i 1633 (en llatí)[2]
- De Magnete, Facsímil de la versió original del 1600, Berlín 1892
- De Magnete, Traducció anglesa de Paul Fleury Mottelay, 1893
- De Magnete, Traducció anglesa de Silvanus P Thompson, Chiswick Press, 1900
- De Magnete, Facsímil de la traducció de Thompson, Basic Books, Nova York, 1958
- De Magnete, Facsímil de la traducció de Mottelay, Dover Books, 1991, ISBN 0-486-26761-X